# Ischalis venustula
Ischalis venustula är en fjärilsart som beskrevs av John Tenison Salmon 1956. Ischalis venustula ingår i släktet Ischalis och familjen mätare. Inga underarter finns listade i Catalogue of Life.